# PRESENCE (日本のバンド)
PRESENCE（プレゼンス）は、日本のバンドである。1982年に結成され、ジャパメタ・ブームの中心的存在のひとつとなった。1989年に解散。その後、2回の単発の再結成の後、2020年に再結成。

## 来歴
1982年10月、ボーカルの西川茂とベースの恩田快人を中心に結成。
1984年、映画『魔女卵』（監督：和泉聖治）に出演。
1987年10月21日、キングレコードより1stアルバム『PRESENCE』をリリースしメジャーデビュー。
1989年9月11日、メジャーデビュー後のレコード会社からの指示によるポップ化していく音楽性に不満を感じた白田の脱退により解散発表。
1989年11月9日、MZA有明でのラストライヴを行い解散。
2006年11月、BAHAMAが閉店することになり再結成、11月3日目黒鹿鳴館、11月11日・12日BAHAMAにてライブを行なう。 
2015年3月18日リリースのソングブック『イタズラなKiss Songs』に参加のためメンバーが再集結し、書き下ろし新曲「ANGEL RUSH 〜再会の唄〜」を収録。
2019年、西川の公式Twitterで2020年から正式にオリジナルメンバーで再結成することを発表。
2020年2月15日、東京・高田馬場のライブハウスCLUB PHASEにて、再結成初ライブを行った。これを皮切りに、東京・大阪でのショートツアー“ROCK DRIVE 2020”をスタートさせる予定だったが、翌16日にも同所で開催予定であった東京公演2日目は、西川の体調不良による喉の異変により中止となる。その後、新型コロナウイルス感染症が拡大している状況を受け、3月7日、8日心斎橋THE LIVE HOUSE somaの公演も中止となった。
2020年末、ギターの白田一秀が病気療養のために治療に専念することを発表。
2023年7月29日未明、ギターの白田一秀が脳出血により急逝。60歳没。メジャーデビュー時のオリジナル・メンバーによるライブは、2020年2月15日の再結成ライブが結果的に最後となった。

## バンドメンバー
デビュー時と同じメンバーで2020年再結成した。
- 西川茂（ボーカル）
1964年12月18日生まれ。ステージネームは「SHIGERU」。バンドがデビューする前に漫画家の多田かおると結婚。1児の父。
- 白田一秀（ギター）
1963年5月1日[12][13] - 2023年7月29日[14][15][5]。ステージネームはPRESENCE時代は「RUDY」、その後「RUDEE」。元RAJAS。PRESENCE解散後は加藤純也（元REACTION）と共に「GRAND SLAM」を結成。また、初代J.D.K.BANDのメンバー、松田樹利亜、宇都宮隆、Kenのサポートギタリストとして参加のほか、MEGATON CLUB、DAIDA LAIDA、SEXXXで活動した。PRESENCEファンクラブ向け配布プロフィールやバンドスコアには1964年5月1日生、血液型B型と表記していたが、WeROCK2023年vol.097 38ページの白田一秀追悼西川茂インタビューにより、生前、GRAND SLAM解散後に白田本人が西川に本当はお前より1歳年上の1963年生まれで血液型はA型だと明かしていたことが明かされた。
- 恩田快人（ベース）
1963年12月13日生まれ。ステージネームは「RADY」。恩田の項目を参照。
- 岡本浩明（ドラムス）
1965年11月2日生まれ。ステージネームは「HIBARI」。バンド解散後Eins:Vier、MEGA STOPPERに参加した。「ワンタム・ツーバス・サウスポー」。

### 元メンバー
- 本庄英樹（ギター）
- 北畑英樹（ドラムス）
- 角薫（ギター）
- 出原卓（ドラムス）
JILL'S PROJECT、元HURRY SCUARY
- 梅田一哉（ドラムス）
元TRACY。現在はnüeのドラムとして活動中。

## ディスコグラフィ

### アルバム

#### オリジナル・アルバム
- PRESENCE (1987年10月21日 K32Y-2105、2000年12月21日 KICS-2874、2007年3月7日 KICS-2913) 1st オリコンチャート最高50位
- BLEECKER STREET (1988年6月21日 K32Y-2140、2000年12月21日 KICS-2875) 2nd
- AWAKING DOGS (1989年4月21日 292A-3、1994年2月5日 KICS-8011) 3rd

#### ライヴ・アルバム
- 非常口9.11（1989年11月21日 292A-79、2000年12月21日 KICS-2876）

#### ベスト・アルバム
- LAST OF ALL (1989年12月21日 292A-84、1995年5月24日 KICS-2855）
- THE VERY BEST OF PRESENCE (1998年3月18日 KICS-2814)

### シングル
- ROCK'N ROLL (1988年4月21日 K10Y-20001) ※LP盤のみ、カップリング曲「LUCY」収録
- 乾いた風の中で (1989年4月21日 091X-10004)

### 映像作品
- IN THE DRY WIND（1989年5月 VHS 280V-17）
1989年新宿パワーステーション公演とPVを収録。
- Presence Final Concert〜SHIBUYA KOKAIDO（1989年12月 VHS 271V-46、2008年11月5日 DVD KIBM-185）
ツアーファイナルの1989年9月11日渋谷公会堂公演を収録。

### 収録・参加アルバム
- THE VERY BEST OF NEXUS（1998年3月18日 KICS-2815）ロッキンf編集部監修「NEXUS」ベスト盤。
M-8「ロック・ドライヴ」 M-9「プリーズ・マイ・ゴッド」収録。
- イタズラなKiss Songs（2015年3月18日 ビクターエンターテインメント）
「ANGEL RUSH 〜再会の唄〜」